# Jambanan
Jambanan is een bestuurslaag in het regentschap Sragen van de provincie Midden-Java, Indonesië. Jambanan telt 3808 inwoners (volkstelling 2010).